# Виникнення масонства
Філантропічні і реформаційні тенденції XVII ст., разом з його схильністю до таємних організацій і символічних ритуалів, перейшли до наступних поколінь і відбились на характері і долі сучасного масонства.
Наукова критика встановила безсумнівний факт: франкмасонський орден, нащадок старого масонського братства, виник не раніше другого десятиліття XVIII ст.
Перші Великі ложі виникли в Англії в більш мирну епоху, коли переважна частка людей вищого та середнього класу не задумувалась ні про що, окрім відпочинку від нескінченних смут і переворотів у країні.
З приходом до влади нової династії життя країни входило в мирне русло. Від минулого захоплення політикою залишилась схильність перебувати серед людей: розвивалась пристрасть до різноманітних організацій і клубів.
Більшість цих типових «англійських клубів» не ставили перед собою широких суспільних цілей. Проте з таких великосвітських і просто світських організацій з’явився Орден Вільних каменярів. 
Залишки «поважної франкмасонської організації» на початку XVIII ст. збереглися ще в Лондоні та в інших англійських містах, їх налічувалось близько 52 лож. Найбільшими вважалися ложі «Корони», «Яблуні», «Гусака і Жаровні» і «Виноградної Кісточки» (назви таверн, в яких вони збиралися). 
Члени лондонських таверн, клубів і організацій вирішили об’єднатися. 24 серпня 1717р. в день святого Іоанна Хрестителя відбулося об’єднання всіх масонських клубів у Велику ложу.  
В таверні «Гуся і Жаровні» відбувся перший спільний бенкет франкмасонів, де більшістю голосів був обраний перший Великий Майстер, ним став Антон Сайер. 
Первинне масонство було малочисельною організацією, з плином часу воно стало швидко входити в моду. Це призвело до популяризації масонства та збільшення кількості охочих вступити в новий Орден. 
Оскільки масонство набуло форми організації, виникла потреба у прийняті уставу. Ним стала «Книга Конституцій» 1723 р., опублікована Дж. Андерсеном. Перший масонський устав виголошував лояльність до феодальних відносин, віросповідання, релігійності і провів межу між вибраними братами та непосвяченими – профанами. Брати займались не тільки теоретичною роботою, тобто веденням розмов, а й практичною: благодійність посідала одне з чільних місць в їхній діяльності.
Пізніше в 1734 році, Андерсон опублікував ще одну конституцію. Вона стала, по суті, біблією англійського масонства. У цій книзі формулювалися положення, які тепер відомі як основні принципи Великої Ложі. Перша стаття відрізняється певною туманністю і до цих днів слугує предметом дискусій та інтерпретацій.
У минулому масони повинні були заявляти про свою вірність Богу і англійській церкві, однак Андерсон пише про «вірність всім релігіям». Друга стаття відрізняється великою відвертістю: «Масон … не братиме участі в жодних задумах проти світу і блага народу». У  шостій статті були заборонені будь-які розмови, які торкалися релігії або політики.  
Незважаючи на таку мирну та взагалі антиполітичну характеристику ордена, в англійському масонстві почали виявлятись також інші тенденції. З приходом титулованої знаті в лондонські ложі проникла «крамола». Так називали лжебратів, які «сіяли розбрат». 
Період 1723-1724 рр. вважають часом, коли в масонство проникло політичне різноголосся, причому більшість зберігала вірність династії (Стюарти). Напевне, саме через це і створилась ворожа ситуація між масонським орденом та єзуїтами, які перебували підо впливом римського престолу. У 1738 р. з’явилась папська булла, яка осуджувала масонів як шкідливу для апостольської церкви секту.  
У зв’язку з агітаціями католиків, антимасонські настрої набирали небаченої сили в суспільстві, особливо з початку 40-х років – в період підготовки реставрації Стюартів (1745). Саме в цей час на лондонських вулицях з’являються так званні «масони з середини» з їх блазнівськими святкуваннями, які копіювали у масонів. Щоб врятувати свою честь від насмішок натовпу, масони були змушенні припинили всі вуличні процесії та відмовились носити масонські костюми поза закритими засіданнями лож. Масонські «таємниці» стали відомі всім: вони розповідались відкрито в різних памфлетах і брошурах. З цього часу масони з великою обережністю стали допускати в своє середовище нових людей, були зміненні всі паролі. Надалі ці події стали поштовхом до «розколу масонства».
Що ж стосується долі лондонських масон, то потрібно зауважити такий факт, що «Книга Конституцій» 1723 р. призначалась «для керівництва лондонських лож і браті, які жили в Лондоні, Вестмінстері та околицях»: за межі цього малого району компетенція Великої ложі досі не виходила. Уже в наступні роки разом з лондонськими ложами, число яких зросло уже до 20, в організації з’явились і провінційні; в 1729 із 54 лож, які примикали до Великої Лондонської ложі, 12 знаходилися в провінції.
За провінційними ложами з’явились і закордонні - більшою мірою самостійно, без будь-якої участі Великої ложі, просто в силу потреби англійців повсюди створювати для себе звичну обстановку.
Не всі англійські ложі визнавали авторитет першої Великої ложі: серед них було немало старих лож, які зберігали повну незалежність, чи створювали собі нові центри – нові Великі ложі. Перш за все, виникли Великі ложі Ірландії і Шотландії. Близько третини шотландських лож перейшли до Единбурзької Великої ложі, але і це не заважало Кільвігській ложі оголосити себе Великою.
В 1726 р. право називатися Великою ложею пред’явила Йоркширська ложа, надавши устави «великого спостерігача» доктора Драке. На щорічному зібрані в день апостола Іоанна 27 грудня Драке виголосив промову, в якій вказав на славетне минуле Йоркширської ложі і на роль, яку вона зіграла, за масонськими легендами, в часи короля Едвіна. Спираючись на неї, Драке вважав справедливим називати Йоркширську ложу «Великою ложею всієї Англії».
Ми бачимо, що Велика Лондонська ложа не об’єднувала все англійське масонство, а тільки ті ложі, які визнавали її авторитет. Існували ложі, які були незалежними, не кажучи вже про ірландські та шотландські ложі, особливо старі, які ще не зовсім втратили цехові традиції та які, можливо, ще й не чули про існування великих лож. 
Хай там як, процес об’єднання масонства здійснювався в Англії доволі повільно і не без труднощів, тим більше, що і серйозних стимулів для об’єднання поки не існувало.
На початку 50-х років процес ускладнився завдяки появі нового масонського центру – «Великої Англійської ложі старих статутів». Спроба організації нових «великих лож» робилась в Англії і раніше (Йоркширська ложа), але всі вони закінчувались невдало. Дійсно, небезпечний конкурент у Великої Лондонської ложі з’явився тільки тепер. Заснована в червні 1751 р. в складі п’яти лондонських лож «Велика ложа старих уставів» уже через три роки мала в своєму складі 28 лож, в 1760 р. – 83, в 1800 – 167. 
Період після її засновування відомий в історії масонства під назвою період «великого розколу». Насправді розколу тут не було, бо більшість лож, яка перейшла до нового центру не визнавала авторитету старого центру і раніше: це було схоже на незалежний і паралельний розвиток двох організацій. 
Спочатку відносини між «старим» і «новим» масонством мали мирний характер: не було ні сутичок, ні взаємних нападів. Але коли швидкі успіхи нової організації зачіпали і самолюбство, і інтереси Великої ложі, її прибічники звинуватили «старих» в розколі та самозванстві, на що ті відповіли не менш різкими нападками.
На декілька років розгорілась жорстка суперечка, яка керувалася двома «великими секретарями» - Вільямом Престоном зі сторони «нових масонів» і Лорентом Дермотом зі сторони «старих».
В 1756 р. Дермот випустив власну «Книгу конституцій» під дивним заголовком «Ахиман Резон» » (Ahiman Reson). В її основі були покладені статути і звичаї ірландських лож, але загалом вона мало чим відрізнялась від «Книги конституцій» Андерсона, хоча тут історична частина взагалі відсутня. 
Різноголосся між «старим» і «новим» масонством носило суто ритуальний характер. Глибшу різницю, якщо вона існувала, можна помітити тільки на початку «розколу», коли соціальний і національний склад двох масонств іще не встиг стати однорідним. В «старому» масонстві переважав ірландський і шотландський елемент, в соціальному відношенні, були представлені ремісниками, дрібними буржуа.
В 1758 р. «Велика ложа старих масонів» заключила тісний союз з «Великою ложею Ірландії», а пізніше своєрідна особиста унія з’єднала її з «Великою ложею Шотландії». Упродовж 10 років (з 1771 до 1781 рр.) її Гросмейстерами були керівники шотландського масонства герцоги Атольські. 
З часом склад англійського масонства ставав усе одноріднішим за рахунок переваги в усіх ложах великосвітського і титулованого елементу. Старі образи забувались, ритуальні протиріччя згладжувалися. Наприкінці XVIII ст. багато масонів були одночасночленами «нових» і «старих» лож. Об’єднання організацій стало питанням часу. 
Перша пропозиція про об’єднання була зроблена в 1797 р. «старими» масонами, але переговори затяглись на 16 років, і тільки в 1813 р., коли Гросмейстерами «старого» і «нового» масонства стали два брати королі - герцоги Кентський і Сусекський, воно було здійснене. 
Отже, масонство пройшло довгий шлях еволюції, яка наприкінці XVIII ст. перетворила орден на аристократичний клуб.